# Ship Sinking Exercises

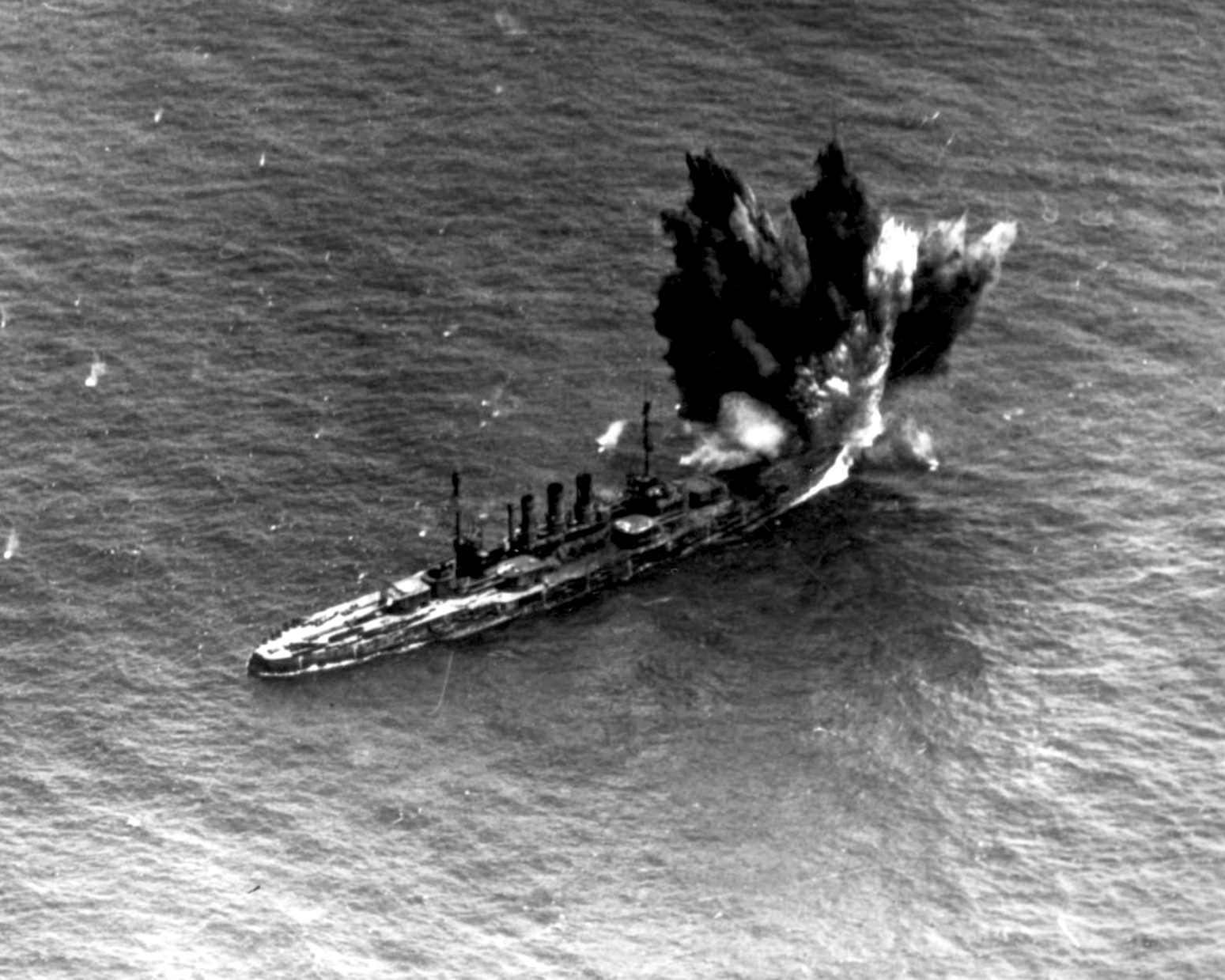
Versenkung des Schlachtschiffs SMS Ostfriesland 1921

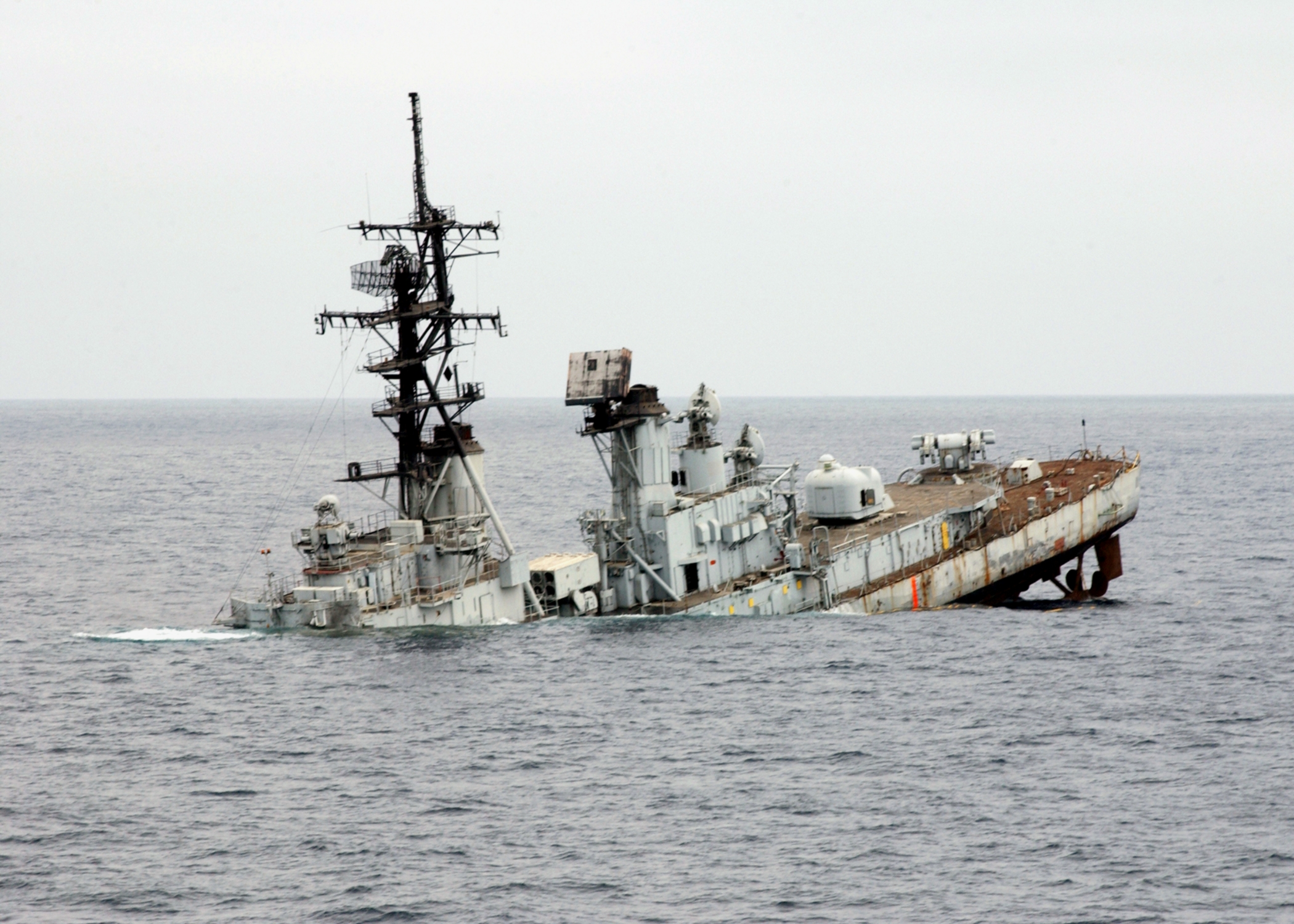
Die Towers versinkt nach Beschuss im Rahmen einer SINKEX im Pazifischen Ozean

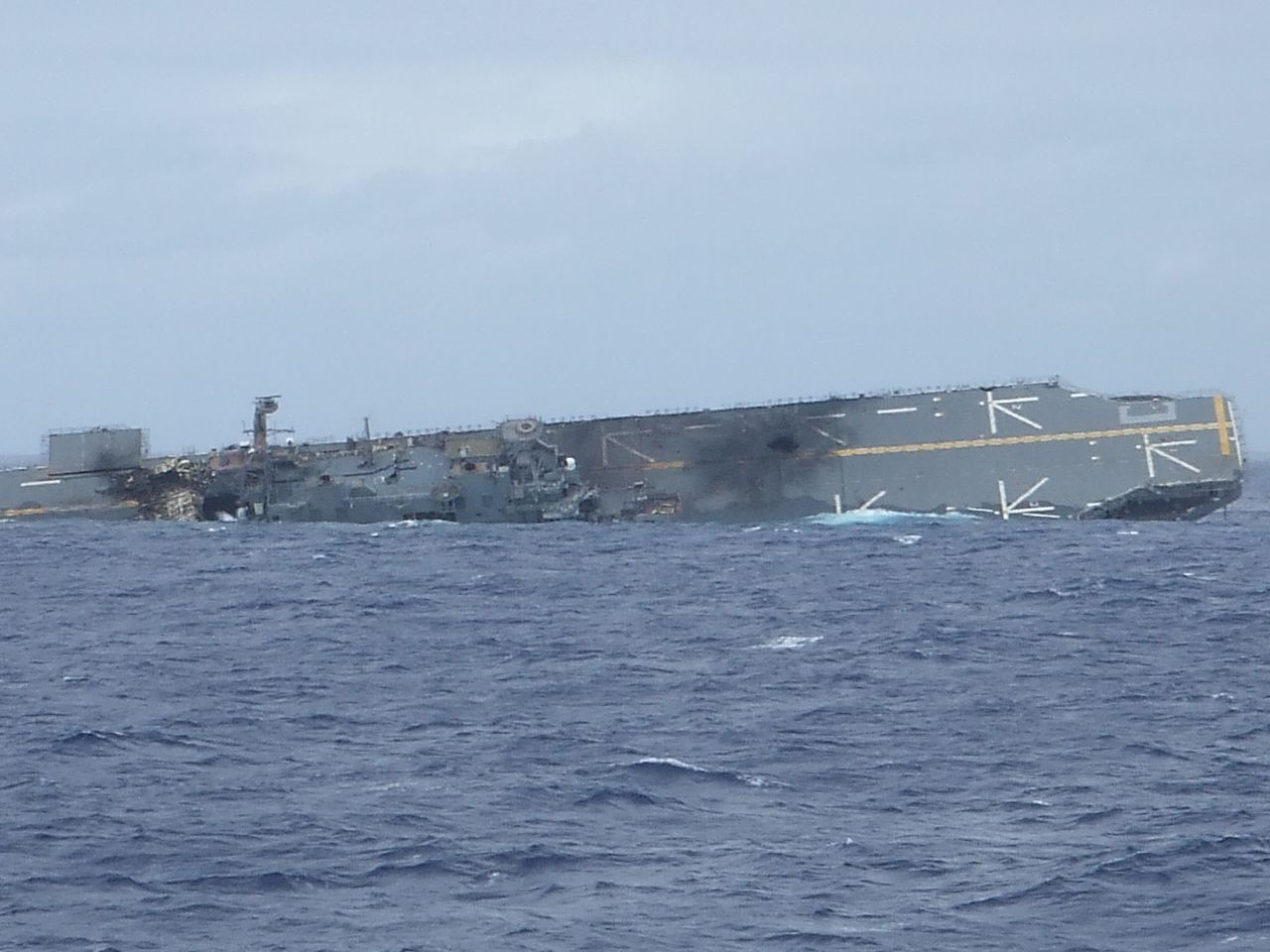
Versenkung des amphibischen Angriffsschiffs Belleau Wood im Rahmen einer SINKEX vor Hawaii

Ship Sinking Exercises (SINKEX) bezeichnen Waffentests und Versenkungsübungen der United States Navy und ihrer militärischen Bündnispartner an ausgemusterten Kriegsschiffen und die gleichzeitig damit verbundene Entsorgung auf dem Meeresgrund.

## Hintergrund
Eine Möglichkeit zur Entsorgung von stillgelegten und ausgemusterten Kriegsschiffen ist die Verwendung als Zielschiff. Es gibt für die US Navy bestimmte Standorte, an denen Schiffe in Manövern versenkt werden. Diese vier Regionen liegen vor den Küsten Kaliforniens, Puerto Ricos, der Ostküste der Vereinigten Staaten und nördlich von Hawaii. Die Meeresgebiete, in denen diese Versenkungen stattfinden, müssen eine Mindestwassertiefe von 1828 Metern und eine Entfernung vom nächsten Ufer von mindestens 92 km aufweisen.
Weitere Übungsorte werden vor allem aus Gründen der Praktikabilität gewählt. So wurde die USS La Moure County (LST-1194) vor der Küste Chiles versenkt, da sie bei einem Unfall einen schweren Schaden erlitten hatte und Reparaturen oder ein Rücktransport zum Heimathafen zu hohe Kosten verursacht hätten.

## Kritik
Bevor ein Schiff versenkt wird, muss seit 1996 alles, was die Umwelt schädigen könnte, aus ihm entfernt werden, trotzdem wurden neben Blei, Asbest oder Quecksilber seit 1999 nachweislich auch mindestens 660 Tonnen Polychlorierte Biphenyle (PCB) mit den Schiffen versenkt. Fische in den Gewässern, in denen der Flugzeugträger Oriskany 2006 versenkt wurde, enthielten im Jahre 2008 PCB-Mengen, die oberhalb der Grenzwerte lagen. Die Behörden verfügten daraufhin, dass in den Gewässern Floridas oder der benachbarten Bundesgewässer keine Schiffe, die PCB enthalten, versenkt werden dürfen. Schiffsrecyclingunternehmen werfen der Regierung vor, mit dem Programm Arbeitsplätze zu vernichten und sie beklagen Einnahmenverluste in Millionenhöhe. Laut offiziellen Navy-Verlautbarungen sollen zwischen 1990 und 2011 im Rahmen von SINKEX 99 Schiffe versenkt worden sein. Im gleichen Zeitraum wurden nur 64 Schiffe in Schiffsrecyclingunternehmen verschrottet und recycelt.

## Waffentests und Versenkungen in anderen Ländern
Ähnliche Waffentests und Übungen werden auch von anderen Staaten seit etwa 100 Jahren durchgeführt. Unter den ersten deutschen Schiffen, die als Zielschiffe dienten, waren die Linienschiffe Baden, die nach einer fehlgeschlagenen Selbstversenkung von der Royal Navy 1921 als Zielschiff versenkt wurde, und die Hessen, die ab 1934 von der Reichsmarine als Zielschiff benutzt wurde.